# September 5
September 5 (auch September 5 – The Day Terror Went Live) ist ein Filmdrama von Tim Fehlbaum. Die deutsche Produktion handelt von dem Münchner Olympia-Attentat mit der Geiselnahme und Ermordung von Mitgliedern der israelischen Mannschaft durch die palästinensische Terrororganisation Schwarzer September bei den Olympischen Sommerspielen 1972. Die Geschichte wird aus der Perspektive einer Gruppe US-amerikanischer Sportjournalisten, die vor Ort waren, erzählt. September 5 spricht dabei Themen wie Medienethik, die Verantwortung der Medien für die von ihnen verbreiteten Bilder und  den Respekt vor den Opfern an. Der Film stellt Fragen nach der Ethik der medialen Berichterstattung und wie sich mit diesen unter dem Hochdruck der Livesituation umgehen lässt.  Die Premiere des Films mit John Magaro, Ben Chaplin, Peter Sarsgaard und Leonie Benesch in den Hauptrollen erfolgte Ende August 2024 bei den Internationalen Filmfestspielen von Venedig. Der Kinostart in Deutschland erfolgte im Januar 2025. Im Rahmen der Oscarverleihung 2025 wurden Fehlbaum und seine Koautoren Moritz Binder und Alex David für das beste Drehbuch nominiert. Im selben Jahr gewann September 5 den Deutschen Filmpreis in neun Kategorien, darunter die Auszeichnungen als Bester Spielfilm sowie für Regie, Drehbuch und Nebendarstellerin Leonie Benesch.

## Handlung
Als es am 5. September 1972 bei den Olympischen Spielen in München zu einem Terroranschlag kommt und mehrere israelische Teilnehmer als Geiseln genommen werden, muss eine US-amerikanische Fernsehcrew völlig unvorbereitet von Sport- auf Nachrichtenberichterstattung umschalten. Im nahegelegenen 
Olympischen Dorf sind Schüsse gefallen. Acht Mitglieder der palästinensischen Organisation „Schwarzer September“ sind über den Zaun geklettert und haben israelische Athleten und Trainer als Geiseln genommen, zwei davon haben sie erschossen.
Der junge, ehrgeizige Produzent Geoffrey Mason will sich in dieser Situation gegenüber seinem Chef, dem legendären Fernsehmanager Roone Arledge, beweisen und übernimmt gemeinsam mit Marianne Gebhardt, einer deutschen Dolmetscherin, die die Nachrichten aus dem deutschen Radio für das amerikanische Team übersetzt, das Ruder bei der Live-Berichterstattung. Sie versuchen herauszufinden, was im Olympischen Dorf vor sich geht. Mason weiß nicht genau, wie er mit den widersprüchlichen Gerüchten zu dem Tod von Geiseln umgehen soll. Auch erkennt er das Problem, dass die Täter eben dieses Rampenlicht wollen, das die Medien ihnen geben.
Entgegen dem Rat von Marvin Bader entscheidet sich Mason die noch nicht bestätigte Nachricht von der erfolgreichen Geiselbefreiung zu senden. Kurze Zeit später wird das auch per Nachrichtenticker bestätigt und die Crew feiert die erfolgreiche Berichterstattung und das positive Ende. Roone Arledge erfährt, dass seine Übertragung angeblich „erfolgreicher als die Mondlandung“ war (d. h. weltweit von mehr Personen live am Bildschirm gesehen wurde). Etwas später erreicht sie dann die (mehrfach) bestätigte Information, dass entgegen der ersten Meldung doch alle Geiseln tot sind, was erneut gesendet wird. Am Ende des Tages hadert Marvin Bader mit seinem Gewissen, wird aber dennoch für seine gute (Regie-)Arbeit bei der Übertragung und den Vorbereitungen gelobt. Der Film endet damit, dass die Übertragung des nächsten Tages grob geplant wird, mit Interviews von beteiligten Augenzeugen und Bildern der zerstörten Hubschrauber.

## Produktion

### Regie, Drehbuch und Filmschnitt
„Ich glaube, dass gerade heute eine Geschichte über die Macht der Bilder wichtig ist. Denn Bilder können Meinungen und politische Entscheidungen beeinflussen. Im Fall von München 72 habe ich mit vielen Leuten gesprochen, die gar nicht mehr so genau wissen, was passiert ist. Aber das Bild vom maskierten Mann auf dem Balkon, das kennt man, das scheint ins kollektive Gedächtnis eingebrannt.“

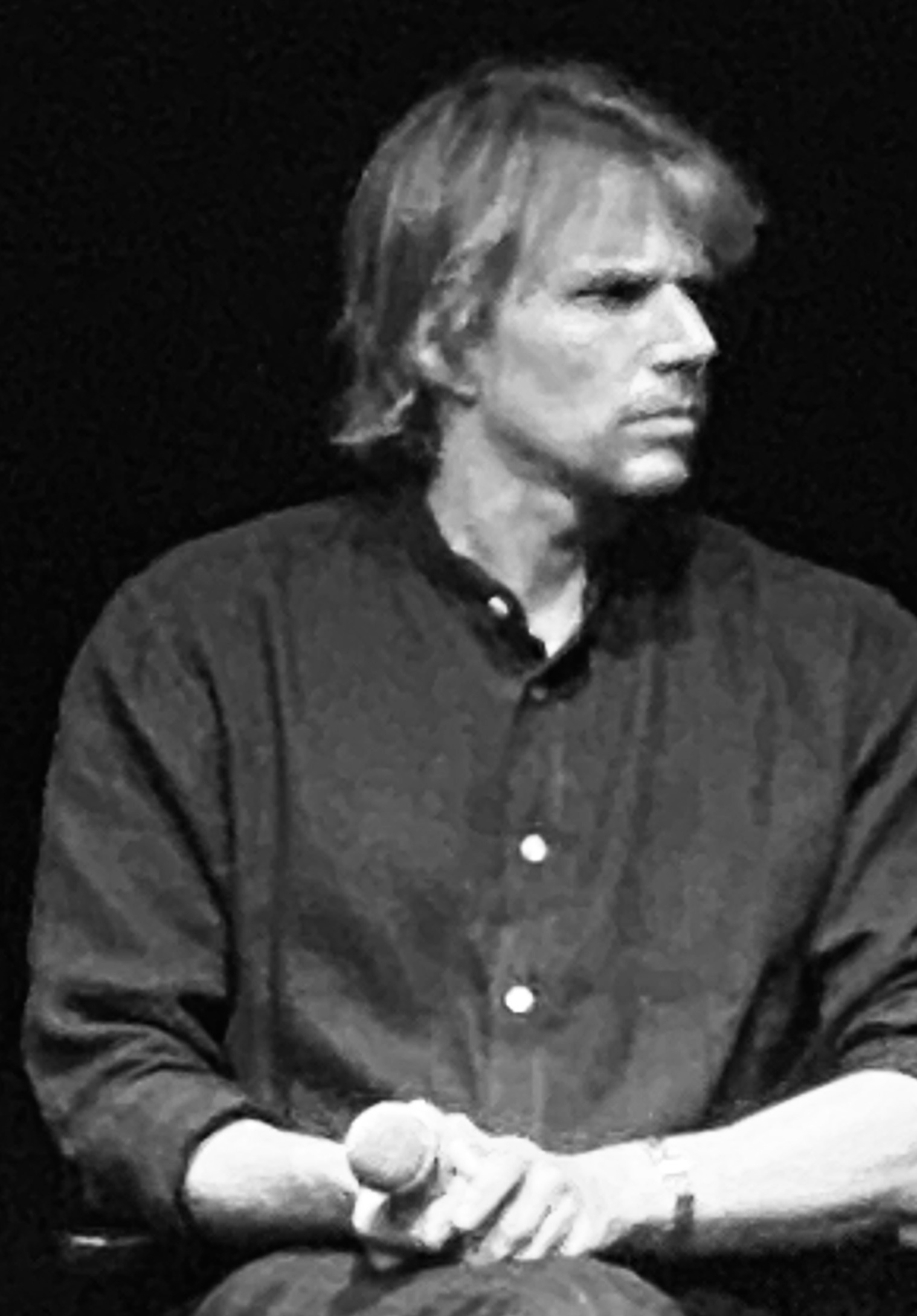
Regisseur Tim Fehlbaum

Regie führte der Schweizer Tim Fehlbaum, der gemeinsam mit Moritz Binder und Alex David auch das Drehbuch schrieb. Es handelt sich bei September 5 um Fehlbaums dritten Langfilm nach Hell von 2011 und Tides von 2021. Fehlbaum studierte in München, wo sich das Attentat ereignete, von 2002 bis 2009 Regie an der Hochschule für Fernsehen und Film. Binder war in der Vergangenheit für Fernsehserien wie den Tatort, München Mord und Neue Geschichten vom Pumuckl tätig. Zu seiner Entscheidung, den Film aus der Perspektive der Sportjournalisten zu drehen, erklärte Fehlbaum: „Das Publikum soll mit den Figuren den Rausch der Live-Berichterstattung miterleben, soll dabei sein, wenn moralische Entscheidungen immer gegen eine tickende Uhr getroffen werden müssen.“
Während Fehlbaum bei seinen ersten beiden Spielfilmen mit Andreas Menn für den Filmschnitt zusammenarbeitete, übernahm diesen bei September 5 Hansjörg Weißbrich. Er wurde mehrfach mit dem Deutschen Kamerapreis, dem Schnitt-Preis, dem Preis der deutschen Filmkritik und dem Deutschen Filmpreis ausgezeichnet.

### Besetzung und Synchronisation
Die Hauptrollen besetzte Fehlbaum mit den US-Amerikanern John Magaro und Peter Sarsgaard, die den Produzenten Geoffrey Mason und seinen Chef Roone Arledge spielen, dem Briten Ben Chaplin und der deutschen Schauspielerin Leonie Benesch, die in der Rolle der deutschen Dolmetscherin Marianne Gebhardt zu sehen ist. Benjamin Walker spielt den Nachrichtensprecher Peter Jennings. In weiteren Rollen sind der Österreicher Rony Herman als der Gewichtheber David Berger und der US-Amerikaner Jeff Book als dessen Vater zu sehen.
Die deutsche Synchronisation entstand nach einem Dialogbuch und der Dialogregie von Christoph Cierpka im Auftrag der Wavefront Studios GmbH in München.

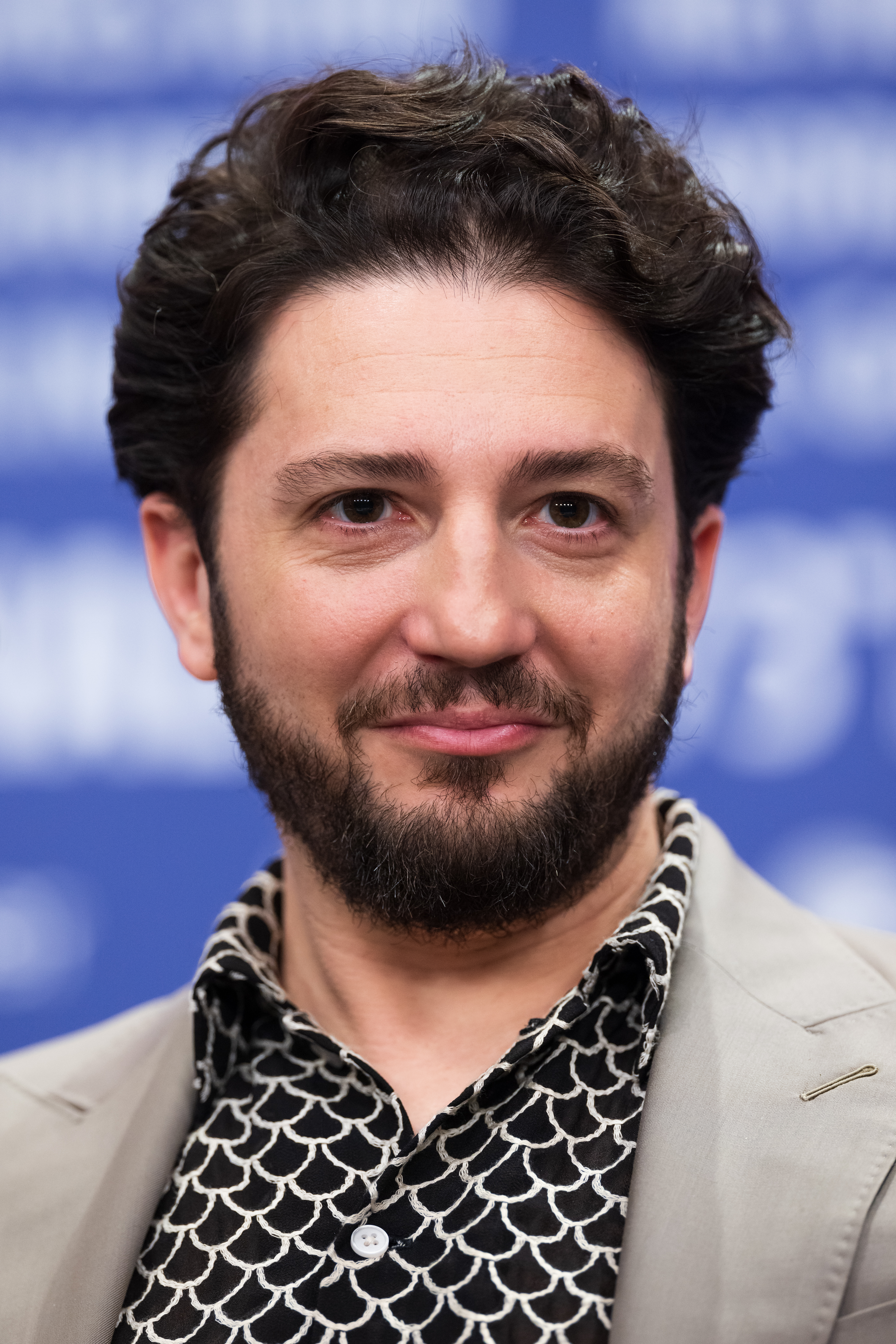
John Magaro spielt den Produzenten Geoffrey Mason

| Darsteller              | Synchronsprecher      | Rolle            |
| ----------------------- | --------------------- | ---------------- |
| Ben Chaplin             | Oliver Siebeck        | Marvin Bader     |
| Peter Sarsgaard         | Godehard Giese        | Roone Arledge    |
| Marcus Rutherford       | Alexander Prince Osei | Carter Jeffrey   |
| Daniel Adeosun          | François Goeske       | Gary Slaughter   |
| John Magaro             | Tino Mewes            | Geoffrey Mason   |
| Georgina Rich           | Irina Wanka           | Gladys Deist     |
| Corey Johnson           | Kai Taschner          | Hank Hanson      |
| Zinedine Soualem        | Jean-Yves de Groote   | Jacques Lesgards |
| Harry Waterstone        | Thomas Wenke          | Larry            |
| Benjamin Walker         | Michael Betz          | Peter Jennings   |
| Robert Porter Templeton | Christian Jungwirth   | Regieassistent   |
| Paul Böhme              |                       | Masked Man       |

### Filmförderung und Dreharbeiten
Der Film erhielt vom Deutschen Filmförderfonds eine Produktionsförderung in Höhe von rund 1,7 Millionen Euro, vom FilmFernsehFonds Bayern in Höhe von 950.000 Euro, von HessenFilm und Medien GmbH in Höhe von 160.000 Euro und von der Filmförderungsanstalt in Höhe von 560.000 Euro. Der FilmFernsehFonds Bayern gewährte zudem 75.000 Euro für die Projektentwicklung und 140.000 Euro für die Verleihförderung, die Filmförderungsanstalt 400.000 Euro für Medialeistungen und die Filmförderungsanstalt 200.000 Euro für die Verleihförderung.
Die Dreharbeiten fanden von Ende Februar bis Mitte April 2023 in München und Umgebung statt. Als Kameramann fungierte, wie zuvor bei Hell und Tides, Markus Förderer. Dieser studierte neben Fehlbaum ebenfalls an der Hochschule für Fernsehen und Film in München. Der Film verwendet zudem historische Aufnahmen der ABC, die damals im Fernsehen liefen. Einzelne Szenen wurden jedoch nachgestellt.

### Filmmusik, Marketing und Veröffentlichung
Die Filmmusik komponierte Lorenz Dangel, mit dem Fehlbaum ebenfalls bereits für Hell und Tides zusammenarbeitete. Für letztere Arbeit wurde Dangel bei der Verleihung des Deutschen Filmpreises 2021 ausgezeichnet. Das Soundtrack-Album mit insgesamt 16 Musikstücken wurde am 22. November 2024 von Königskinder als Download veröffentlicht.

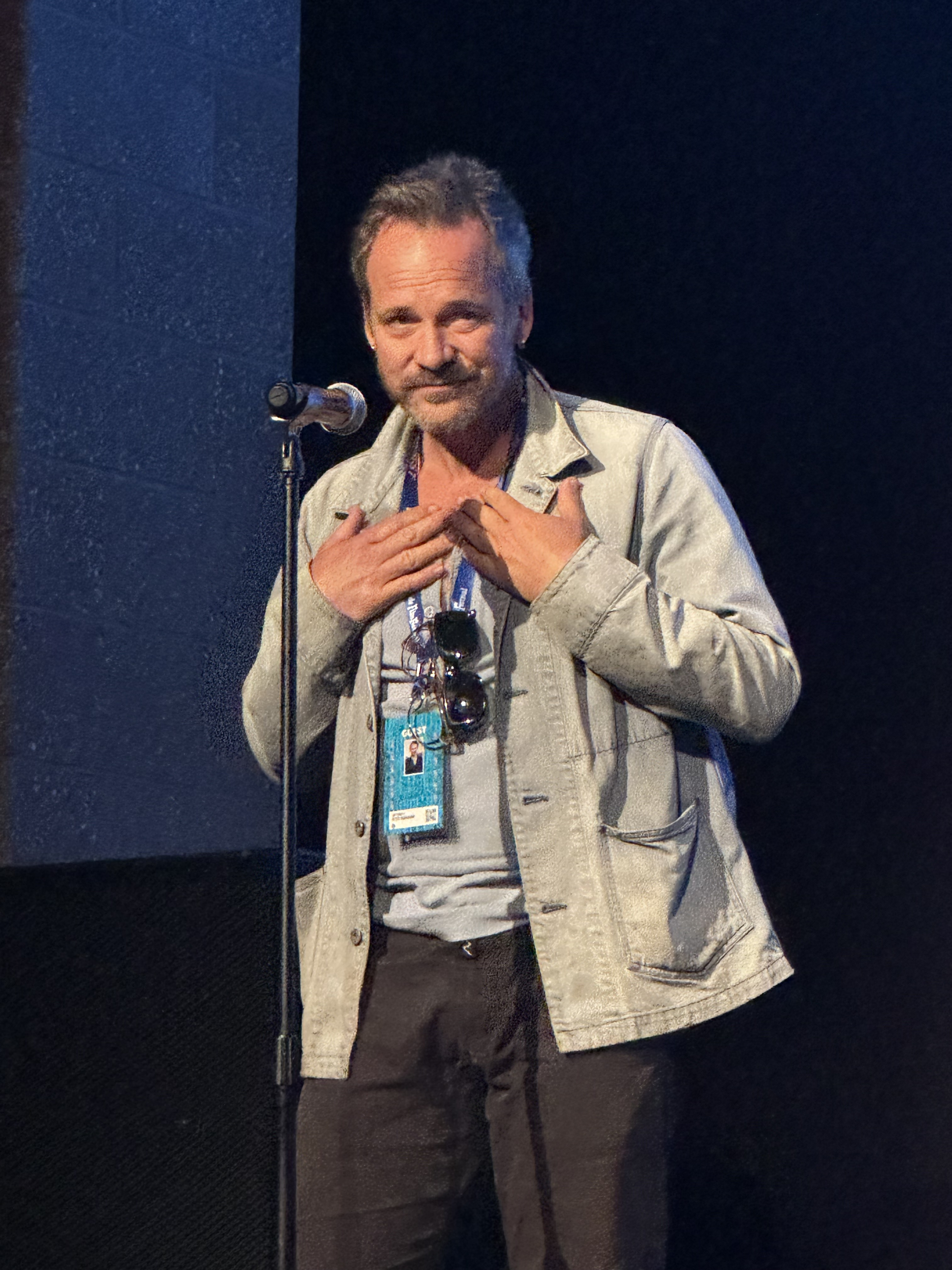
Peter Sarsgaard beim Telluride Film Festival

Der erste, etwas mehr als zwei Minuten lange Trailer wurde Ende August 2024 vorgestellt. Die Premiere des Films war am 29. August 2024 bei den Internationalen Filmfestspielen von Venedig, wo er in der Sektion Orizzonti Extra als Eröffnungsfilm gezeigt wurde.  In der gleichen Woche wurde der Film beim Telluride Film Festival gezeigt. Im Nachgang sicherte sich Paramount Pictures die Vertriebsrechte außerhalb des deutschsprachigen Raums. Mitte September 2024 wird der Film bei der Filmkunstmesse Leipzig vorgestellt. Im Oktober 2024 wird September 5 beim Zurich Film Festival, beim Philadelphia Film Festival als Eröffnungsfilm, beim Newport Beach Film Festival, beim Chicago International Film Festival, beim Austin Film Festival, beim AFI Fest und beim Savannah Film Festival gezeigt. Ende Oktober 2024 stellte Paramount Pictures einen zweiten und etwas längeren Trailer vor. Im November 2024 wurde September 5 beim Tallinn Black Nights Film Festival und bei Camerimage gezeigt. Ebenfalls im November 2024 wurde er beim Denver Film Festival als Abschlussfilm vorgestellt. Der Kinostart in der Deutschschweiz war am 7. November 2024, in Deutschland am 9. Januar 2025. Am 13. Dezember 2024 kam der Film in die US-Kinos und startete dort am 17. Januar 2025 landesweit. Im Januar 2025 wird September 5 beim Göteborg International Film Festival vorgestellt.

## Rezeption

### Kritiken und Einspielergebnis
Von den bei Rotten Tomatoes aufgeführten Kritiken sind 93 Prozent positiv bei einer durchschnittlichen Bewertung mit 8 von 10 möglichen Punkten. Bei Metacritic erhielt der Film einen Metascore von 76 von 100 möglichen Punkten.
Steve Pond schreibt in seiner Kritik für The Wrap, obwohl Tim Fehlbaum den Film fast ausschließlich in ein paar dunklen Räumen verortet hat, und nicht in denen, in denen die Athleten gefangen gehalten wurden, oder seinen Blick auf den Flugplatz richtete, auf dem die Geiseln bei einem misslungenen Rettungsversuch ums Leben kamen, sei es ihm gelungen, die Aufmerksamkeit auf die gesamte Bandbreite moralischer Dilemmata zu lenken, die sich in dieser Situation auftaten. Anders als in anderen Filmen wie Spotlight, She Said oder der Dokumentation Kollektiv – Korruption tötet, in denen ebenfalls Journalisten bei der Arbeit gezeigt werden, fehle September 5 der triumphale Unterton, der in diesen Filmen spürbar war, als die Reporter ihre Storys an Land zogen.

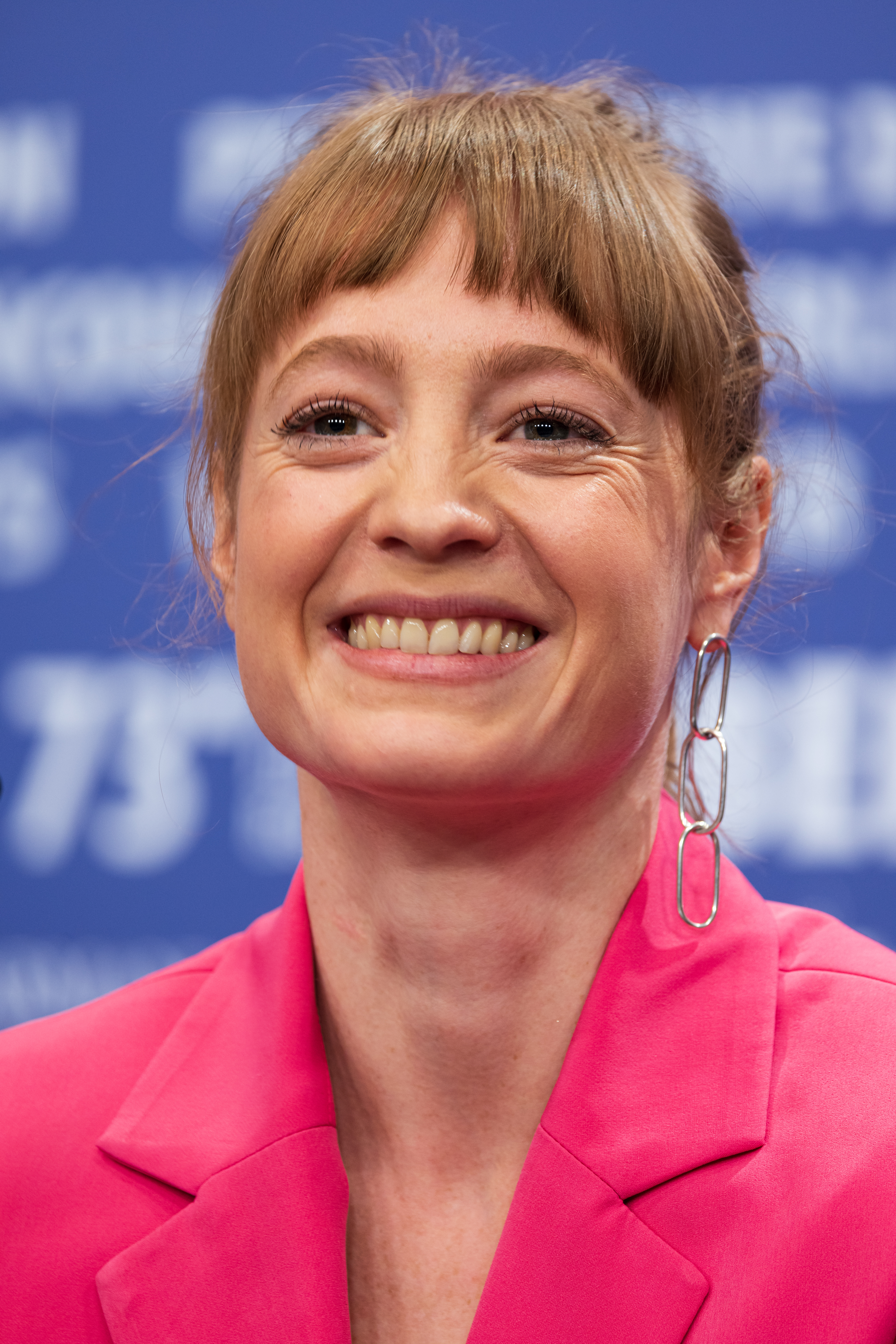
Leonie Benesch spielt die Dolmetscherin Marianne Gebhardt

Um keine falschen Erwartungen zu schüren, weist Simon Eberhard in seiner Kritik für outnow.ch darauf hin, dass es in September 5 zwar um die Geiselnahme bei den Olympischen Spielen 1972 geht, es sich aber mehr um einen Film über das Live-TV, denn über islamistischen Terror dreht. Die dramatischen Ereignisse spielten sich ein paar Häuser weiter ab und seien nur in einigen unscharfen TV-Bildern zu sehen. Durch dieses Setting sei der Film zwangsläufig dialoglastig. Er beschreibt den Film als fesselndes Kammerspiel mit einem engagierten Cast. Da sich ein Großteil der Handlung in demselben Gebäude abspielt, entstehe eine klaustrophobische Atmosphäre. Etwas salopp könne man September 5 als Prequel zu München von Steven Spielberg bezeichnen.
Matt Neglia zitiert in seiner Kritik für nextbestpicture.com einen Satz, der schon früh im Film fällt: „Hier geht es nicht um Politik. Es geht um Emotionen.“ Die Frage, wo hier die Grenze gezogen wird, sei heute genauso schwierig wie 1972 und mache September 5 zu einem spannenden und unverzichtbaren Seherlebnis, das herausragende Darbietungen mit einer fesselnden Erzählung verbindet. September 5 gehe über eine bloße historische Nacherzählung hinaus und zwinge die Zuschauer, sich eingehend mit Themen wie Macht und Verantwortung auseinanderzusetzen, die der Medienberichterstattung innewohnen. Der Film hinterfrage auf provokative Weise die Rolle des Journalismus in Krisenzeiten und werfe kritische Fragen auf.
Von der Deutschen Film- und Medienbewertung wurde September 5 mit dem Prädikat Besonders wertvoll versehen. In der Begründung heißt es, hartnäckig fokussiere sich der Film auf die kleine Gruppe der Journalisten, die versucht, mit dem umzugehen, was sich ein paar hundert Meter von ihrem Standort abspielt. Die politischen Hintergründe des Blutbads blieben dabei Randbetrachtungen, genau wie das fragwürdige Treiben der Polizei. Auch das perfekte Setting trage zur Authentizität des Films bei. Weil September 5 weder die Opfersicht noch die der Behörden einnimmt, sondern das Geschehen aus Sicht der ABC-Mitarbeiter in ihrem Regieraum zeigt, könne er dem Geschehen so außerordentlich nahe sein. Fehlbaums Film wirke wie ein echtes Zeitdokument, und die düsteren, entsättigten Farben und die handgeführte Kamera vermittelten das Gefühl einer Anspannung und Unsicherheit, wie sie auch die Berichterstatter empfunden haben müssen.
Die weltweiten Einnahmen des Films aus Kinovorführungen belaufen sich auf 8,2 Millionen US-Dollar. In Deutschland verzeichnet der Film 131.027 Besucher.

### Petition
Laut The Jewish Chronicle starteten im New Yorker Stadtteil Brooklyn Kinomitarbeiter eine Petition, die ein Kino zur Absetzung der Vorführungen aufforderte. Mehr als 1000 Personen unterzeichneten den Aufruf. Als Grund wurde angegeben, dass es sich laut der Verfasser beim Film um zionistische Propaganda handle.

### Einsatz im Unterricht
Das Onlineportal kinofenster.de empfiehlt den Film in der Oberstufe für die Unterrichtsfächer Geschichte, Politik/Wirtschaft, Englisch, Deutsch und Ethik. Dort schreibt Philipp Bühler, die besondere Qualität von September 5 liege im ambitionierten Ansatz, gerade die Macht der Bilder und damit auch sich selbst zu befragen, lieferten die Reporter selbst doch in solchen Situationen, auf der ständigen Suche nach dem aktuellsten, dem besten Bild eben das Bild, das der Terror provoziert und braucht.

### Auszeichnungen
Artios Awards 2025
- Nominierung für das Beste Casting in einem Studio- oder Independent-Drama[48]

Bayerischer Filmpreis 2024
- Auszeichnung als Bester Film

Critics’ Choice Movie Awards 2025
- Nominierung für das Beste Drehbuch (Moritz Binder, Tim Fehlbaum und Alex David)
- Nominierung für den Besten Schnitt (Hansjörg Weißbrich)

Denver Film Festival 2024
- Auszeichnung mit dem Excellence in Acting Award (Ben Chaplin)[49]

Deutscher Filmpreis 2025
- Auszeichnung als Bester Spielfilm
- Auszeichnung für die Beste Regie (Tim Fehlbaum)
- Auszeichnung für das Beste Drehbuch (Moritz Binder und Tim Fehlbaum)
- Auszeichnung für die Beste weibliche Nebenrolle (Leonie Benesch)
- Auszeichnung für die Beste Kamera/Bildgestaltung (Markus Förderer)
- Auszeichnung für den Besten Schnitt (Hansjörg Weißbrich)
- Auszeichnung für die Beste Tongestaltung (Lars Ginzel, Frank Kruse, Marc Parisotto und Marco Hanelt)
- Nominierung für die Beste Filmmusik (Lorenz Dangel)
- Auszeichnung für das Beste Szenenbild (Julian R. Wagner und Melanie Raab)
- Auszeichnung für das Beste Maskenbild (Sabine Schumann)

Deutscher Kamerapreis 2025
- Nominierung in der Kategorie „Fiktion Kino“ (Markus Förderer)[50]

Festival des deutschen Films 2025
- Nominierung für den  Rheingold Publikumspreis
- Nominierung für den  Filmkunstpreis[51]

Golden Globe Awards 2025
- Nominierung als Bester Film – Drama

Golden Reel Awards 2025
- Nominierung für den Besten Tonschnitt – Feature Effects / Foley[52]

Hollywood Music in Media Awards 2024
- Nominierung als Beste Filmmusik – Independent-Film (Lorenz Dangel)[53]

Independent Spirit Awards 2025
- Auszeichnung für den Besten Filmschnitt (Hansjörg Weißbrich)[54]

Internationale Filmfestspiele von Venedig 2024
- Nominierung für den Publikumspreis im Orizzonti Extra Competition[19]

Jury der Evangelischen Filmarbeit
- „Film des Monats“ Januar 2025[55]

Los Angeles Film Critics Association Awards 2024
- Auszeichnung für den Besten Schnitt (Hansjörg Weißbrich)[56]

Middleburg Film Festival 2024
- Auszeichnung als Bester Spielfilm mit dem Publikumspreis[57]

Oscarverleihung 2025
- Nominierung für das Beste Drehbuch (Moritz Binder, Tim Fehlbaum und Alex David)

Producers Guild of America Awards 2025
- Nominierung als Bester Film für den Darryl F. Zanuck Award[58]